# Dulce von Barcelona

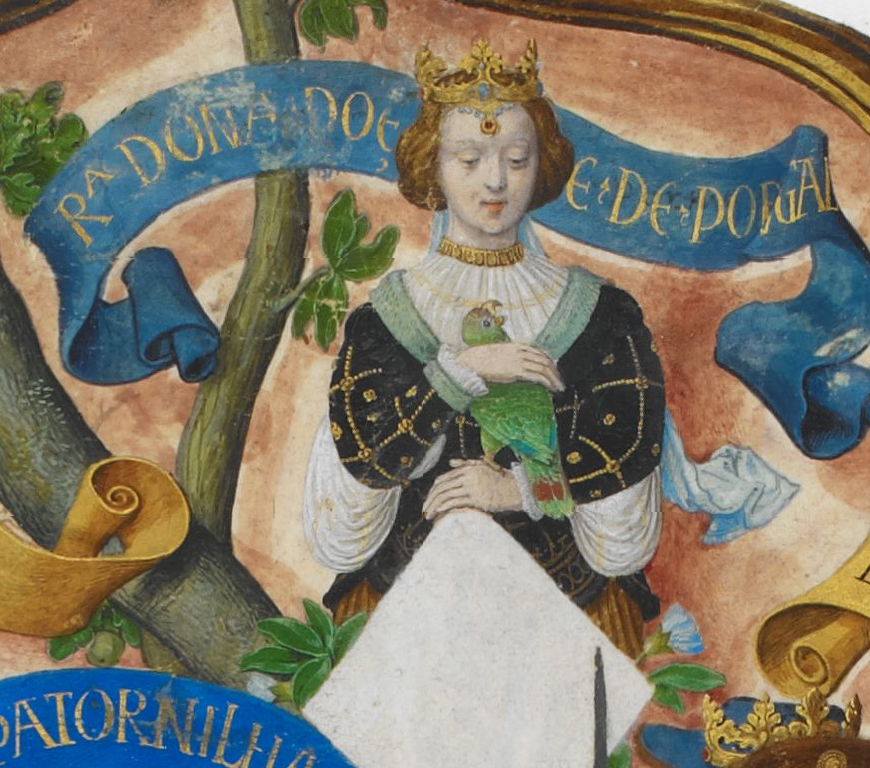
Rainha Dona Dulce de Portugal – Miniatur aus der Genealogia dos Reis de Portugal von António de Holanda.

Dulce Berenguer von Barcelona (* 1160; † 1. September 1198 in Coimbra) war eine aragonesische Prinzessin und ab 1185 bis zu ihrem Tode Königin von Portugal.
Dulce von Barcelona wurde als Tochter des Grafen Raimund Berengars IV. von Barcelona und der Königin Petronella von Aragón geboren. Sie hatte vier Geschwister, darunter König Alfons II.
1175 heiratete sie den portugiesischen Thronfolger, der 1185 als Sancho I. den portugiesischen Thron bestieg. Seitdem führte sie den Titel einer Königin von Portugal (als Ehefrau des Königs, nicht als Herrscherin eigenen Rechts).

## Nachkommen
Dulce von Barcelona hatte mit Sancho I. aus dem Hause Burgund zehn Kinder:
- Teresa (* um 1178; † 17. Juni 1250) ⚭ Alfons IX. von León
- Sancha (* 1180; † 13. März 1229), Äbtissin von Lorvão, 1705 seliggesprochen
- Raimundo (* ca. 1180; † 9. März 1189)
- Constança (* 1182; † 3. August 1202) ⚭ Emmerich (Ungarn), König von Ungarn (Sohn von Béla III. (Ungarn))
- Alfons II. (* 23. April 1185; † 25. März 1223)
- Pedro (* 23. Februar 1187; † 2. Juni 1258), Graf von Urgell und König von Mallorca ⚭ 1229 mit Aurembiaix, Gräfin von Urgel
- Fernando (* 24. März 1188; † 26. Juli 1233) ⚭ 1212 Gräfin Johanna von Flandern und Hennegau
- Branca (* 1192; † 17. November 1240), Herrin von Guadalajara
- Mafalda (* ca. 1200; † 1257) ⚭ 1215 Heinrich I. von Kastilien
- Berengaria (* um 1197; † 1221) ⚭ 1213 König Waldemar II. von Dänemark

Siehe auch: Liste der Königinnen Portugals, Liste der Könige Portugals, Geschichte Portugals, Zeittafel der Geschichte Portugals, Portugal unter den Burgunderherrschern
| Vorgängerin          | Amt                            | Nachfolgerin         |
| -------------------- | ------------------------------ | -------------------- |
| Mathilde von Savoyen | Königin von Portugal 1185–1198 | Urraca von Kastilien |

| Personendaten    | Personendaten                                     |
| ---------------- | ------------------------------------------------- |
| NAME             | Dulce von Barcelona                               |
| ALTERNATIVNAMEN  | Dulce Berenguer von Barcelona                     |
| KURZBESCHREIBUNG | aragonesische Prinzessin und Königin von Portugal |
| GEBURTSDATUM     | 1160                                              |
| STERBEDATUM      | 1. September 1198                                 |
| STERBEORT        | Coimbra                                           |